# فرانك جورمان (غطاس)
فرانك جورمان (بالإنجليزية: Frank Gorman)‏ هو غطاس أمريكي، ولد في 11 نوفمبر 1937 في نيويورك في الولايات المتحدة.

## وصلات خارجية
- فرانك جورمان على موقع الاتحاد الدولي للسباحة (الإنجليزية)
- فرانك جورمان على موقع قاعة مشاهير السباحة العالمية (الإنجليزية)
- فرانك جورمان على موقع أوليمبيديا (الإنجليزية)